# 938
938(구백삼십팔)은 937보다 크고 939보다 작은 자연수다.

## 수학
- 합성수로, 그 약수는 1, 2, 7, 14, 67, 134, 469, 938이다. 진약수의 합은 694이므로, 938은 부족수다.
- 125번째 쐐기수다. 앞의 쐐기수는 935, 다음 쐐기수는 942이다.
- {\displaystyle 29^{3}-1}은 938로 나누어떨어진다.

## 과학
- NGC 938(영어판): 양자리 방향에 있는 타원은하.

## 교통
- 938번 홋카이도도(일본어판)

## 군사
- LST-938: 제2차 세계 대전에 사용된 미국의 전차상륙함 ‘매리코파 컨트리(영어판)’의 일련번호.

## 문화유산
- 대한민국의 보물 제938호: 대방광원각략소주경 권상의2

## 기타
- 연도: 938년, 기원전 938년